# Ferrovia Piacenza-Cremona
La ferrovia Piacenza-Cremona è una linea ferroviaria di proprietà statale che collega Piacenza con Cremona.
È gestita da Rete Ferroviaria Italiana (RFI) che la qualifica come linea complementare. Dal 15 dicembre 2013 è priva di servizio viaggiatori ed è utilizzata unicamente per il trasporto merci.

## Storia
La ferrovia fu ideata dopo la prima guerra mondiale per rispondere a necessità militari di collegamento fra linee esistenti, da Torino e Genova in direzione di Mantova e Verona.

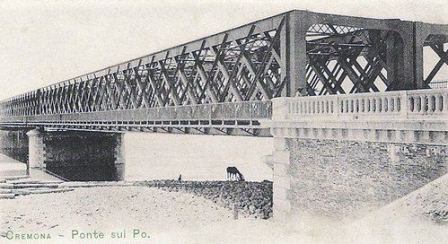
Il ponte storico sul Po in un'immagine d'epoca

I lavori per la costruzione iniziarono nel 1928; la linea fu realizzata a singolo binario, ma predisposta sin dalla costruzione per un eventuale raddoppio nonché per l'elettrificazione. Il tratto tra Cremona e Castelvetro, in comune con la linea per Fidenza, prevedeva il superamento del fiume Po tramite un ponte, costruito tra il 1887 e il 1892 dalla Società Nazionale delle Officine di Savigliano ed utilizzato sia per il traffico ferroviario che per il traffico automobilistico. L'infrastruttura fu inaugurata il 28 ottobre 1933. Sin dalla costruzione la linea presentava una serie di sovrappassi e sottopassi per l'incrocio con la viabilità automobilistica che la rendevano completamente priva di passaggi a livello, fatto estremamente raro al momento della costruzione.
Durante la seconda guerra mondiale la linea venne pesantemente danneggiata, in particolare, il 13 luglio 1944 il ponte sul fiume Po venne bombardato da parte dell'aviazione alleata che colpì e distrusse le prime 3 arcate poste sul lato cremonese, danneggiando pesantemente la quinta: queste arcate erano quelle che attraversavano il corso vero e proprio del fiume, mentre rimasero sostanzialmente intatte le arcate che sovrappassavano le aree golenali. Analogamente, anche le pile più danneggiate risultarono essere quelle poste sul lato cremonese, in special modo la seconda, distrutta fino al piano di risega, la terza e la quarta, danneggiate in modo consistente.
I lavori per la ricostruzione del ponte iniziarono nel 1945, immediatamente dopo la fine del conflitto, e videro la completa ricostruzione di un tratto lungo 500 m del manufatto per complessive 6 arcate. Il costo totale della ricostruzione fu di 300 milioni di lire. In seguito alle sistemazioni postbelliche la linea venne riaperta al traffico nel 1949.

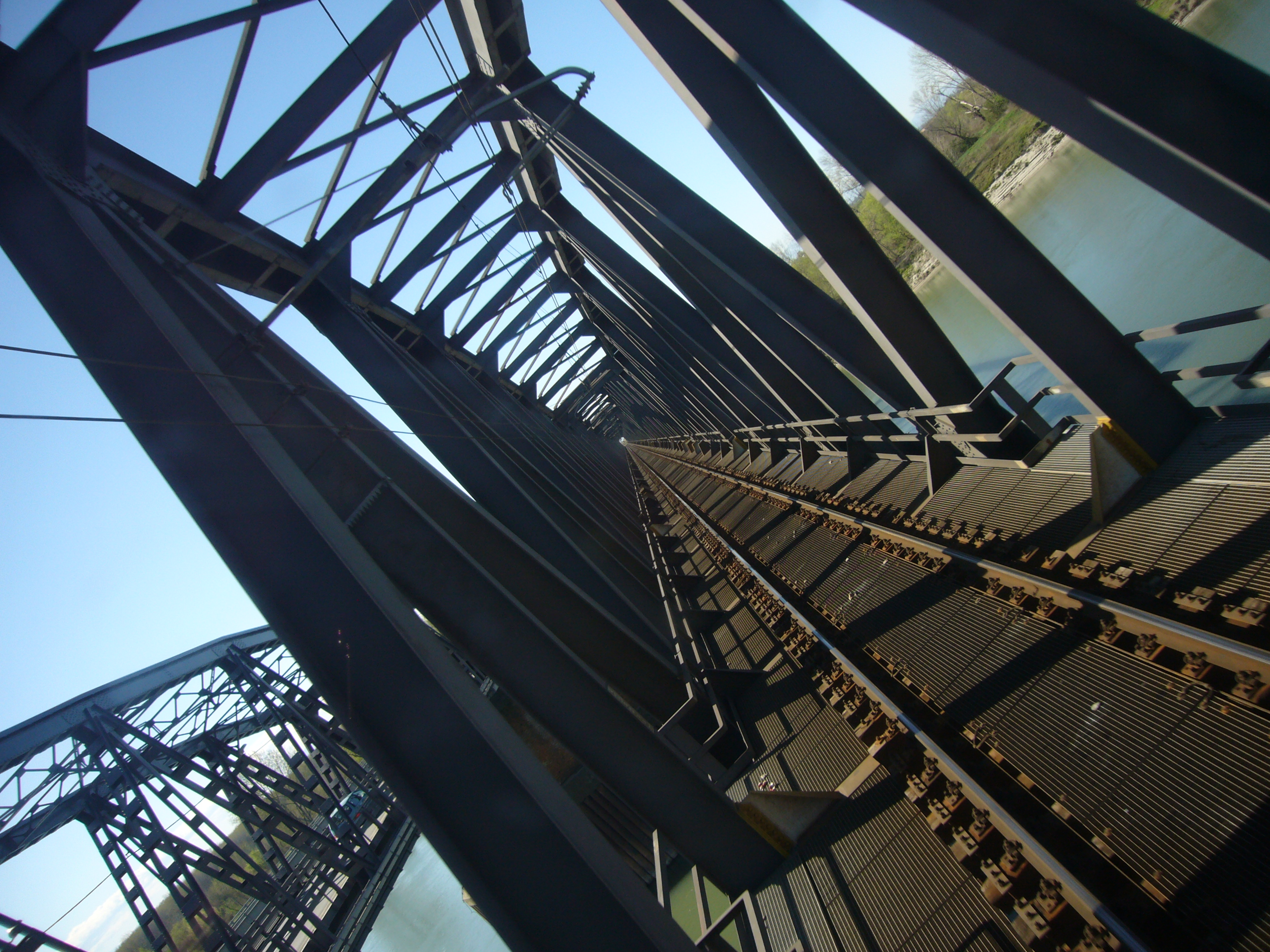
Il binario del nuovo ponte sul Po

Nel 1985 venne chiusa la fermata di Borghetto San Lazzaro.
Nel 1990 venne inaugurato il nuovo ponte ferroviario sul fiume Po, situato lateralmente rispetto al precedente ponte ottocentesco, la cui travata dedicata al traffico ferroviario venne, in seguito, smantellata.

### Anni 2000
Il 21 dicembre 2001 fu attivata l'elettrificazione tra Piacenza e Castelvetro Piacentino. L'elettrificazione venne realizzata mediante una linea di contatto rinforzata dalla sezione di 440 mm², per permettere il traffico di treni merci pesanti e veloci.
Tra il 2006 ed il 2010 la linea è stata utilizzata per l'invio in Francia, tramite treni speciali, delle barre di uranio provenienti dalla centrale nucleare di Caorso, che venivano caricate su treni nella stazione caorsana e inviate oltralpe, dove sarebbero state riprocessate.
Il servizio ferroviario sulla linea venne progressivamente ridotto con la sostituzione delle corse dei treni con autocorse, generando scarsi livelli di attrattività e limitando fortemente la domanda.

### Anni 2010
Con l'introduzione dell'orario invernale 2014, il 15 dicembre 2013, Trenitalia e le regioni Emilia-Romagna e Lombardia decisero di sopprimere totalmente il servizio ferroviario passeggeri, sostituendolo con autocorse.
Nel 2019 Legambiente inserì la riattivazione della linea tra le opere prioritarie per i pendolari, stimandone i costi di riapertura in 20 000 000 di €.

### Anni 2020
Nell'estate 2023 un'interrogazione in Regione Lombardia chiese il ripristino della linea Piacenza-Cremona. 
Nell'aprile 2024 la provincia di Piacenza ha accolto all'unanimità, nel Piano di area vasta, la proposta del sindaco di Caorso Roberto Battaglia di ripristinare il servizio passeggeri sulla linea. 

## Caratteristiche
| Unknown route-map component "CONTgq" | Unknown route-map component "STR+r" | Unknown route-map component "d" |  |

| Unknown route-map component "d" | Unknown route-map component "ABZg+l" | Unknown route-map component "CONTfq" |

| Unknown route-map component "exKBHFa" | Unknown route-map component "BHFSPLa" | Unknown route-map component "d" |  |

| Unknown route-map component "exSHI3g+l" | Unknown route-map component "veSHI3gr-STR" | Unknown route-map component "d" |  |

| Unknown route-map component "exCONTr+g" | Unknown route-map component "vSTR" | Unknown route-map component "d" |  |

| Unknown route-map component "c" + Unknown route-map component "lCONTg@Gq" | Unknown route-map component "STRr+1h" | Straight track + Unknown route-map component "BS2c4" | Unknown route-map component "c" |  |

| Unknown route-map component "LKRW+l" | Unknown route-map component "KRWgr" |  |

| Unknown route-map component "LSTR" | Unknown route-map component "SKRZ-Au" |  |

| Unknown route-map component "c" + Unknown route-map component "lCONTg@Gq" | Unknown route-map component "LABZqr" | Unknown route-map component "KRZu" | Unknown route-map component "CONTfq" | Unknown route-map component "c" |

| Unknown route-map component "eHST" |

| Unknown route-map component "WCONTfaq" | Small bridge over water | Unknown route-map component "WCONTgeq" |

| Station on track |

| Unknown route-map component "WCONTfaq" | Small bridge over water | Unknown route-map component "WCONTgeq" |

| Unknown route-map component "SKRZ-Au" |

| Stop on track |

| Unknown route-map component "CONTgq" | Unknown route-map component "ABZg+r" |  |

| Station on track |

| 24+896 |
| 6+087  |

| Unknown route-map component "WCONTfaq" | Unknown route-map component "hKRZWae+GRZq" | Unknown route-map component "WCONTgeq" |

| Unknown route-map component "exCONTgq" | Unknown route-map component "eABZg+r" |  |

|  | Unknown route-map component "eABZg+l" | Unknown route-map component "exCONTfq" |

|  | Unknown route-map component "ABZg+l" | Unknown route-map component "CONTfq" |

| Station on track |

|  | Unknown route-map component "ABZgl" | Unknown route-map component "CONTfq" |

| Unknown route-map component "CONTgq" | One way rightward |  |

La ferrovia è a binario singolo con scartamento ordinario di 1435 mm ed è elettrificata a 3000 V in corrente continua; è totalmente priva di passaggi a livello e dispone del sistema SCMT, che permette di effettuare la protezione della marcia dei convogli sull'infrastruttura ferroviaria nazionale. Il tratto tra Castelvetro e Cremona è in comune con la linea Cremona-Fidenza.
Dal 2009 la sezione tra la stazione di Piacenza e il 2° Bivio Piacenza Est è a doppio binario e posta in regime di blocco elettrico conta-assi in quanto facente parte dell'Interconnessione di Piacenza Est della linea ad alta velocità Milano-Bologna.

## Traffico

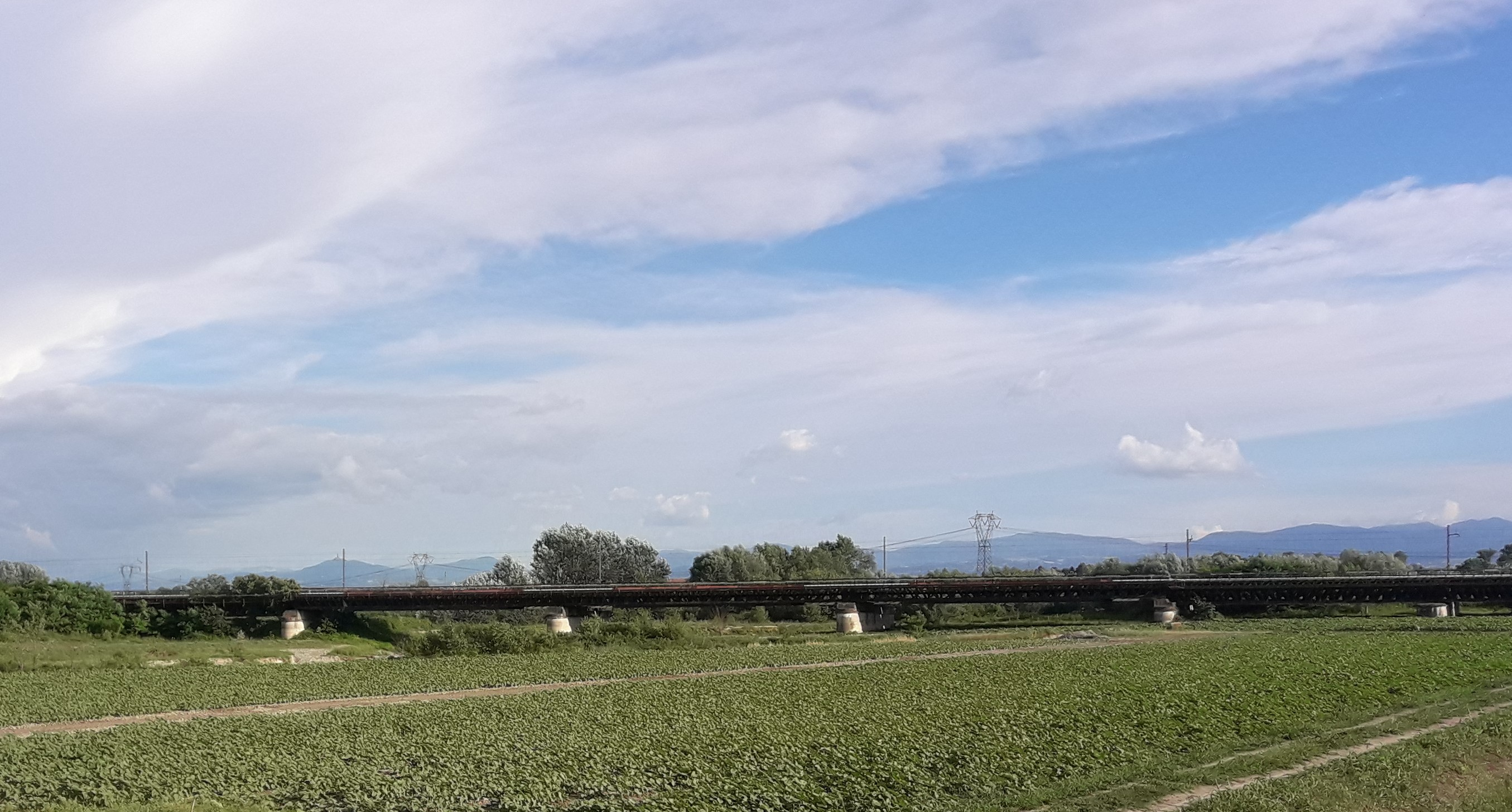
La ferrovia supera il torrente Nure tra i comuni di Piacenza e Pontenure

La linea è priva di servizi passeggeri a seguito della soppressione avvenuta nel dicembre 2013; da tale data Trenitalia ha effettuato per alcuni mesi un servizio di autobus sostitutivi in servizio dalla stazione di Cremona alla stazione di Piacenza con fermate nelle stazioni di Castelvetro, Monticelli e Caorso. Dal 31 marzo 2014 tale servizio è stato soppresso, inglobato dalle autocorse offerte da SETA che collegano Piacenza e Cremona.
Il tratto tra la stazione di Piacenza e il 2° Bivio Piacenza Est (Interconnessione AV per Bologna) viene percorso dai treni passeggeri che normalmente viaggiano sulla ferrovia ad alta velocità Milano-Bologna quando essa non è percorribile nel tratto tra Milano e Piacenza; ciò è avvenuto, ad esempio, dal 6 febbraio al 1º marzo 2020 a seguito dell'incidente ferroviario di Livraga.
A differenza del traffico passeggeri, il traffico merci è attivo lungo la linea, percorsa giornalmente da almeno una decina di convogli.

### Fonti
- Fabio Cavaglieri, Piacenza-Cremona a 3000 volt, in I Treni, n. 239, luglio-agosto 2002.
- Francesco Ogliari e Francesco Abate, Il tram a vapore tra l'Appennino e il Po. Piacenza, Voghera e Tortona, Milano, Arcipelago, 2011, ISBN 978-88-7695-398-9.
- Francesco Perticaroli, Proposte per il potenziamento della rete ferroviaria cremonese (PDF), Provincia di Cremona, 30 novembre 2003.
- Rete Ferroviaria Italiana, Fascicolo Linea 30, edizione 2003.
- Rapporto Pendolaria 2019 (PDF), Legambiente. URL consultato il 13 giugno 2020.

### Testi di approfondimento
- Ferrovia Piacenza-Cremona, in Rivista tecnica delle ferrovie italiane, febbraio 1934.